# Lithasia curta
Lithasia curta är en snäckart som först beskrevs av I. Lea 1868.  Lithasia curta ingår i släktet Lithasia och familjen Pleuroceridae. IUCN kategoriserar arten globalt som otillräckligt studerad. Inga underarter finns listade i Catalogue of Life.